# 霧の出船
「霧の出船」（きりのでふね）は、1973年3月に発売された五木ひろしのシングルである。

## 収録曲
- 両楽曲共に、作詞：山口洋子／作曲：平尾昌晃

1. 霧の出船（3分38秒）
編曲：竜崎孝路
2. 蔦のからまるスナック（2分42秒）
編曲：高見弘